# 堆疊結構機器
堆疊結構機器（英語：Stack machine），又稱堆疊機器，是電腦科學中一種計算模型。這種類型的電腦，記憶體以堆疊（Stack）儲存。
這種機器，它的指令集中包含了零位址指令（"0-operand" instruction set）。硬體在執行運算時，到堆疊的頂端去取出運算元，至運算結束時，再儲存到堆疊的頂端。
相較於累加器（採用 "1-operand instruction set"） 和寄存器機（"2-operand instruction set" 或 "3-operand instruction set"），用零位址指令（"0-operand instruction set"）實作的堆疊機器，它的好處是程式碼密度（code density）相對較大，因此，它的程式通常較小。

## 外部連結
- 堆疊式電腦－電腦新浪潮（Stack Computers: the new wave） Philip J. Koopman, Jr.著, 1989年 （页面存档备份，存于）